# Битва під Цединею
Битва під Цединею — збройне зіткнення, що відбулося 24 червня 972 року між військами польського князя Мешка I та маркграфа Лужицької марки Годо I за підтримки графа Зігфріда фон Вальбека. Битва відбулася з ініціативи німецьких графів, що не погодилися з договором між Мешком I та Оттоном I. Битва була єдиним великим епізодом вторгнення Годона в Західну Померанію.
Відомості про битву збереглися завдяки хроніці Тьєтмара (Thietmari merseburgiensis episcopi chronicon 1012—1018). Немає впевненості щодо точного місця бою. Хроніка подає назву міста Cidini в латинській транскрипції. У 18 столітті священик Адам Тадеуш Нарушевич у своїй «Історії польського народу» ототожнював Cidini з сучасним Щецином. Багато істориків локалізували місце битви на лівому березі Одери, ототожнюючи Cidini з Цеденіком або Цойтеном. Проте переважна більшість нинішніх дослідників вказує на це місце як на Цединю.

## Передісторія конфлікту
На Одері в районі Цедині мав бути брід, через який пролягав торговий шлях із Полабії до Померанії, що з'єднував обидві сторони долини Одери. Наявність торгового шляху забезпечувала велику густину поселень у цьому районі. У IX столітті в Цедині знаходилося прикордонне місто слов'янських ліцікавіків. Це місто встановлювало кордон.
У 972 році відбувся напад маркграфа Лужицької марки Годо на землі Польської держави. Згідно з хронікою Тітмара, цей напад був свавільним актом, що суперечив волі імператора:
 
|  | Тим часом знатний маркграф Годо, зібравши своє військо, напав на Мешка, який був вірний імператорові і платив данину аж до річки Варти. |

Війська Годо вийшли з Магдебурга. Перейшли через територію племен лютичів та ободрижичів, які зберігали нейтралітет. Щодо мотивів вторгнення існують різні гіпотези. Можливо, маркграф хотів зупинити зростання князівства Мешка I. Найправдоподібнішою гіпотезою є те, що він хотів зберегти лютичів у своїй сфері впливу, що перебували у конфлікті як з імператором Оттоном, так і з Мешком. Також вважається, що саме лютичі попросили допомоги маркграфа Годо.

## Хід битви
|  | Коли вони зіткнулися з Мешком у день святого Івана Хрестителя, то спочатку здобули перемогу, але потім, у місці під назвою Цединя, його брат Чітбор завдав їм поразки, вбивши всіх найкращих лицарів, окрім вищезгаданих графів. |

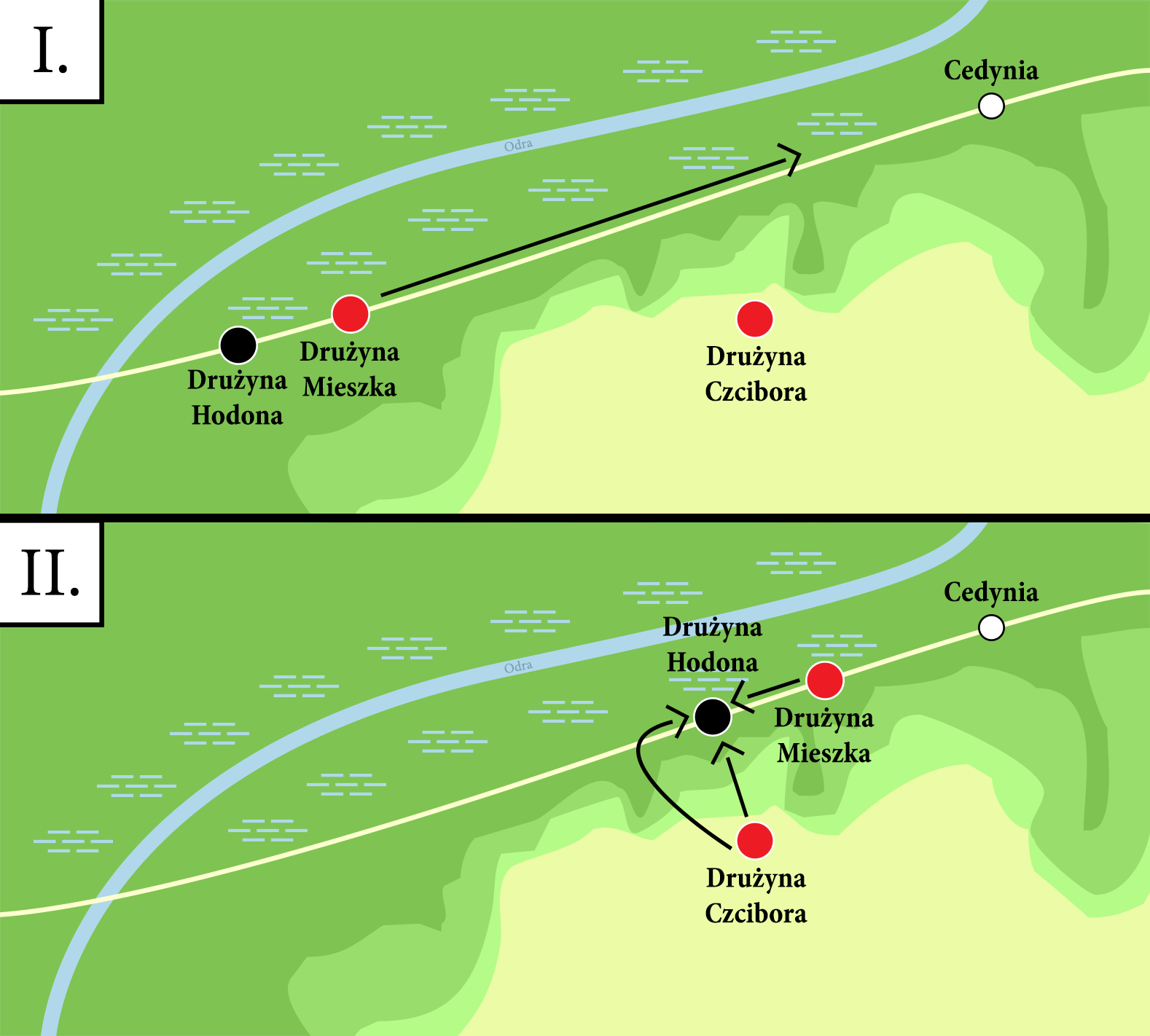
Карта, що показує гіпотетичний хід битви

Концепції перебігу битви, засновані на дослідженнях топографії, озброєння і військової тактики раннього Середньовіччя та аналізам історичних джерел, дають можливість детально представити розвиток гіпотетичних подій. Одна з таких гіпотез полягає в тому, що сили обох сторін були рівними (вони не перевищували кількох тисяч), хоча Годо, ймовірно, мав більше важкої кавалерії. Вважається, що у його армії було 1000—1300 кінних лицарів. Війська Годо складались з загонів зібрані на території його ж маркграфства, військ Зігфріда фон Вальбека та натовпу простих найманців та авантюристів, які прагнули здобичі та слави. Крім того, у війську маркграфа було близько 3000 піхотинців, зі слов'янських племен. Перевагою Мешка були його лучники та мобільна піхота, добре підготовлена до бою на нерівній місцевості.
Свої війська Мешко розділив на три частини. Завданням першої та найбільшої колони з кавалерії, якою особисто керував польський князь, була оборона переправи через річку Одру та захоплення дороги, якою йшли війська маркграфа. Невідомо, як довго Мешко збирався утримувати переправу. На пагорбі, біля міста Цединя, сховалися загони лучників і щитоносців загального ополчення та частина кінноти під командуванням брата Мешка Чтібора. Вранці перед боєм Годо поставив свій власний загін кінних лицарів і допоміжний загін Зігфріда фон Вальбека в першій лінії. Слідом йшла піхота, розділившись на колони. На першому етапі битви Годо зі своєю армією переправився через Одру, та почалася погоня маркграфа за поляками, які сховалися в Цедині. Натхнені легкою перемогою над загонами, що обороняли переправу, німецькі війська, ймовірно, надто послабили щільність строю, і піхота залишилася далеко позаду від передової кінноти. Коли війська Годо готувалися атакувати місто, лучники обстріляли їх з пагорба, а потім військо воїнів на чолі з Чтібором напало на них. У цей час була проведена контратака з опорника в Цедині і німецька кіннота була взята у пастку. Битва перетворилася на різанину, в якій загинула майже вся армія Годо. Годо та Зігфріду з невеликими залишками вдалося вирватися з оточення і переправитися на лівий берег Одри.
Німецька традиція, слідом за хроністом Тітмаром, вважає переможцем битви під Цединею саме Чтібора, який мав врятувати Мешка від поразки. Багато дослідників, однак, вважають битву під Цединею заздалегідь спланованим маневром поляків, метою якого було втягнути німців у засідку під Цединею. На це вказує на те, що Мешко заздалегідь залишив частину армії на пагорбі, а також популярність такої тактики у слов'ян у ранньому середньовіччі. Мешко, не впевнений у ефективності оборони Одри, залишив у тилу частину війська для захисту у разі невдачі.

## Наслідки
Битва під Цединею остаточно поставила хрест на планах Лужицького маркграфа захопити Померанію, та підтвердила приналежність Західного Помор'я до Гнезненської держави, яка, однак, виявилася недовгою, бо вже за Болеслава I Хороброго Королівство Польське втратить Помор'я. Незважаючи на присутність Померанії в Dagome Iudex, існують теорії, що цей регіон не був частиною держави, а лише обкладався даниною.
Військові успіхи Мешка стривожили Оттона І. Він вирішив вжити заходів, щоб захистити імперію від можливого нападу польського князя. Його втручання полягало в скликанні обох сторін на конгрес у Кведлінбурзі в 973 році. Помор'я залишилося в польських руках, хоча Мешко мусив погодитися віддати в заручники свого сина — гаранта миру на східному кордоні імперії. Стабілізація ситуації на Одері дозволила Мешко захищатися від нападу з півдня Чеського князівства.

## Гіпотези про битву
Нестача інформації про битву з джерел породила безліч інтерпретацій окремих моментів, що призвело до виникнення великої кількості гіпотез.
Бенон Мішкевич дійшов висновку, що загони під особистим командуванням Мешка були піхотою (уся кавалерія була під командуванням Чтибора). Піхотинці також становили весь гарнізон замку Цединя, який пізніше підтримував бойових товаришів по зброї.
Владислав Філіповяк дійшов висновку, що Мешко командував кіннотою, а Чтибор — піхотою. Філіповяк також вважає, що засідка біля Цедині була спланована раніше, ніж напередодні бою.
Найдальше у своїх припущеннях зайшов Леон Ратайчик, який до всіх гіпотез про битву додав ще й теорію про бої в самому місті. Свою позицію Ратайчик обґрунтовував тим, що боротьба за місто могла сприяти дезорганізації армії Годо і, зрештою, його поразці.

## Пам'ять про битву

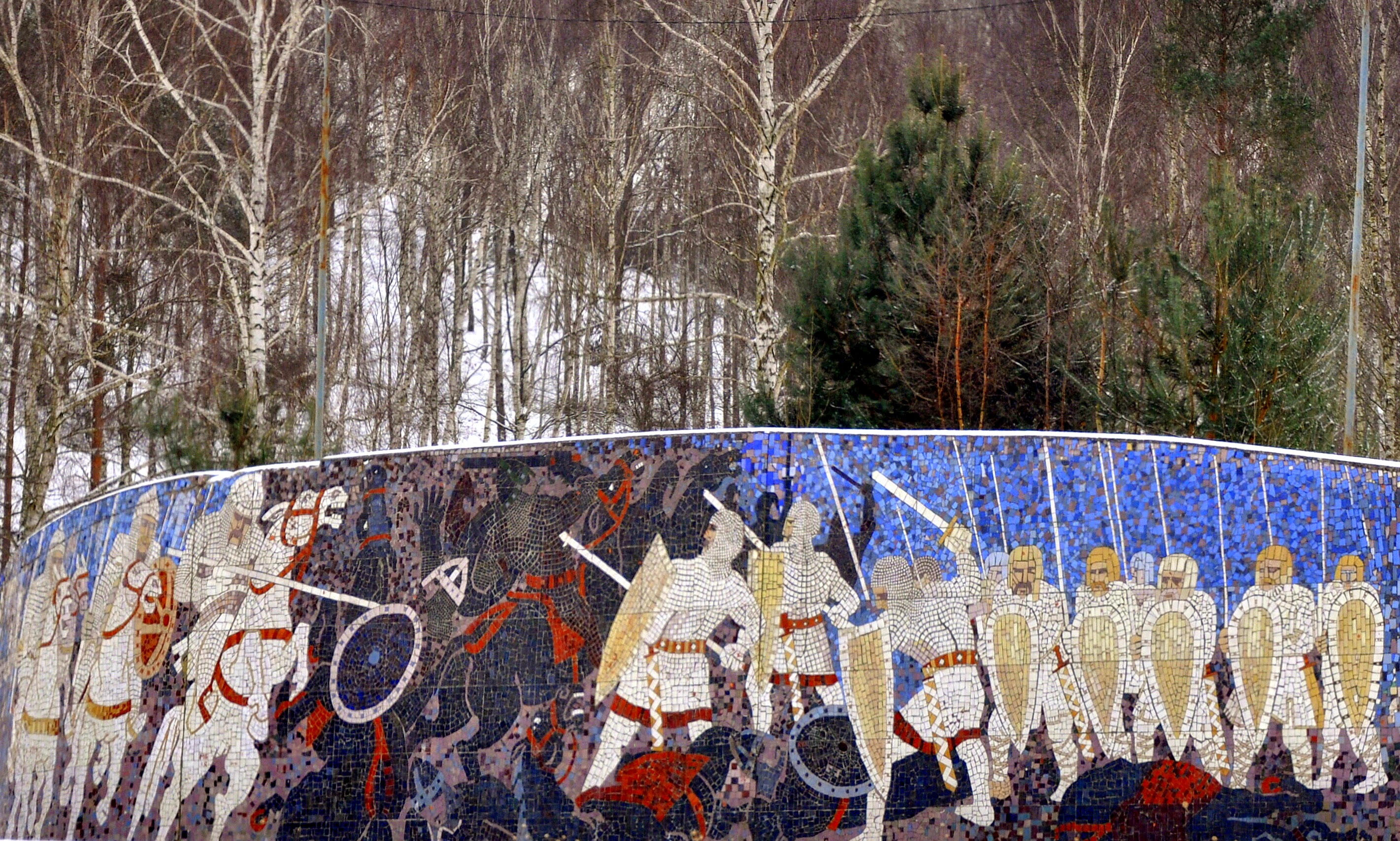
Мозаїка із зображенням сцени битви, фрагмент пам'ятного комплексу на горі Чибора

Через майже тисячу років ця подія стала важливою для сучасної історії польської держави. Після 1945 року битва під Цединею розглядалася як один з історичних символів, що з'єднує Польщу з поверненними територіями. Пропагандистське значення було настільки великим, що, як зазначає професор Ян Марія Піскорскі:
|  | (...) у новій післявоєнній польській дійсності міф про Цединю, де Мешко І та його брат нібито захищали Польщу від німецького Drang nach Osten, виявився настільки корисним, що почав, як це часто буває, жити власним життям, відірвавшись від своєї першооснови |

На пагорбі на захід від Цедині, який називається гора Чцибор, 24 червня 1972 року було відкрито «Пам'ятник польській перемозі на Одрі», присвячений 1000-річчю битви під Цединею. Пам'ятник із зображенням стилізованого орла виготовили щецинські скульптори Чеслав Вронка та Станіслав Біжек. Це місце є туристичною визначною пам'яткою, оскільки, окрім пам'ятника, вершина пагорба є оглядовим майданчиком на долину Одри. Біля підніжжя пагорба, біля дороги № 124, влаштували стоянку та розмістили інформаційні щити про бій. У наступні річниці битви при Цединії біля підніжжя пагорба організовуються реконструкції цієї події.
Бої польських вояків біля Цедині після 1990 року вшановували на Могилі Невідомого вояка у Варшаві написом на одній із дощок «CEDYNIA 24 VI 972». У 2012 році пісня «Cedynia 972» з'явилася в альбомі польського патріотичного гурту «Horytnica» «Історія боротьби за свободу». 24 червня 2022 року у оборот увійшла поштова марка із зображенням битви під Цединею на честь її 1050-річчя. Автор проекту — Jarosław Ocendzan. У 1972 році (тисячоліття битви) завод з переробки фруктів і овочів у Дембно представив на ринку медовуху Тройняк «Czcibor».
Починаючи з розкладу 1997/1998, експрес Czcibor курсував за маршрутом Wrocław Główny — Szczecin Główny (- Świnoujście). В останньому розкладі цього поїзда, 2005/2006, в одному напрямку він мав унікальну назву Czcibór. Він проїхав кілька десятків кілометрів від місця бою.